# مارک کولسن
مارک کولسن (انگلیسی: Mark Coulson؛ زادهٔ ۱۱ فوریهٔ ۱۹۸۶) بازیکن فوتبال اهل بریتانیا است.
از باشگاه‌هایی که در آن بازی کرده‌است می‌توان به باشگاه فوتبال پیتربورو یونایتد، باشگاه فوتبال هیستون، باشگاه فوتبال بیگلسوید تاون، باشگاه فوتبال همل همپستید تاون، و باشگاه فوتبال بری تاون اشاره کرد.